# Recovery (Album)
Recovery (englisch für: „Erholung“) ist das siebte Soloalbum des US-amerikanischen Rappers Eminem. Es erschien am 18. Juni 2010 über die Labels Shady Records, Aftermath Entertainment und Interscope Records.

## Vorgeschichte und Entstehung
Ursprünglich sollte Recovery unter dem Namen Relapse 2 veröffentlicht werden und noch im selben Jahr wie sein Vorgänger erscheinen. Relapse 2 hätte Lieder aus dem gleichen Aufnahmezeitraum (2007–2009) wie Relapse enthalten sollen, da Eminem mit Dr. Dre genug Songs für zwei Alben produzierte. Der Rapper entschied sich jedoch statt eines ganzen Albums Ende 2009 mit Relapse: Refill lediglich sieben dieser Songs zu veröffentlichen, die für die Fans den Zeitraum bis zur Erscheinung des Nachfolgers überbrücken sollten. Die Veröffentlichung des neuen Albums wurde auf 2010 verschoben und Eminem nahm komplett neue Tracks auf, da er das Album emotionaler als dessen Vorgänger gestalten wollte. Am 14. April 2010 verkündete der Rapper schließlich den Veröffentlichungstermin über sein Twitter-Konto und gab zudem die Namensänderung in Recovery, die aufgrund der großen thematischen Unterschiede zu Relapse und der Zusammenarbeit mit anderen Produzenten notwendig geworden war, bekannt. In der Nacht vom 7. auf den 8. Juni 2010 wurde das Album von Unbekannten ins Internet gestellt.

## Inhalt
Das Album enthält im Gegensatz zu anderen Eminem-Alben keine Skits, außerdem ist der hohe Anteil an Samples und Gesang in den Refrains der Lieder auffällig. Viele Songs sind sehr persönlich und tiefgründig und insgesamt ist Recovery poplastiger und emotionaler als die Vorgänger.
Cold Wind Blows ist ein typischer erster Song, in dem Eminem rappt, dass er schon wieder zurück ist und nie mit dem Rappen aufhören kann. Im folgenden Track Talkin’ 2 Myself widmet der Rapper sich seiner Drogenvergangenheit und kritisiert seine Vorgängeralben Encore und Relapse, da er während Encore unter dem Einfluss von Rauschmitteln stand. Die erste Single Not Afraid handelt ebenfalls von Eminems überwundener Drogenabhängigkeit und spricht allen Abhängigen Mut zu, auch clean zu werden. W.T.P. steht für White Trash Party und ist ein typischer Party-Song, während Almost Famous von dem Streben nach Berühmtheit handelt. Außerdem sind wieder Lieder enthalten, die sich durch Übertreibungen und Metaphern auszeichnen (On Fire, Won’t Back Down, Cinderella Man, Untitled) und in So Bad lässt der Rapper seinem Alter Ego Slim Shady einmal mehr freien Lauf, indem er mehrere Frauen „beglückt“. Der Track No Love handelt von Personen, die Eminem und Lil Wayne in der Vergangenheit enttäuscht und im Stich gelassen haben und demzufolge nun auch keine Liebe zu erwarten hätten. In Love the Way You Lie wird die Beziehung eines Paares thematisiert, welches zwischen Liebe und Hass hin- und hergerissen ist, während in Space Bound die Situation eines Mannes beschrieben wird, der sich aus enttäuschter Liebe zu seiner Freundin umbringt, weil sie ihn verlassen will. 25 to Life dagegen handelt von Eminems unendlicher Liebe zum Hip-Hop und Seduction davon, welchen Einfluss er durch seine Musik hat. Going Through Changes ist ebenfalls ein sehr persönlicher Song, bei dem der Rapper seine Vergangenheit aufarbeitet und seiner Tochter ewige Liebe zusagt. Der Tribut-Song You’re Never Over ist seinem verstorbenen Freund und D12-Mitglied Proof gewidmet. In den Bonustracks rappt Eminem über einen Streit in einem Club, der eskaliert (Ridaz) und stellt die Rapcrew Slaughterhouse, die seit 2010 bei seinem Label Shady Records unter Vertrag ist, vor (Session One).

## Produktion und Samples
Recovery ist das erste Eminem-Album, das eine Vielzahl verschiedener Produzenten aufweist. Dr. Dre ist jedoch wie immer ausführender Produzent, obwohl er lediglich den Beat zu So Bad (in Zusammenarbeit mit Nick Brongers) produzierte. DJ Khalil ist dagegen mit vier Produktionen (Talkin’ 2 Myself, Won’t Back Down, 25 to Life, Almost Famous) vertreten. Just Blaze produzierte die Songs Cold Wind Blows, No Love und You’re Never Over. Not Afraid und Seduction wurden von Boi-1da produziert. Weitere Beats wurden von eher unbekannteren Produzenten gebaut. So zeigt sich Supa Dups in Zusammenarbeit mit JG (Co-Produzent) für den Beat zu W.T.P. verantwortlich, Emile produzierte Going Through Changes und Script Shepherd Cinderella Man. D12-Mitglied Denaun Porter schuf den Beat zu On Fire, während Jim Jonsin für die musikalische Auskleidung von Space Bound sorgte. Love the Way You Lie wurde von Alex da Kid produziert. Den Hidden Track Untitled produzierte Havoc in Zusammenarbeit mit Magnedo7 als Co-Produzent. Eminem fungierte bei den Liedern W.T.P. und Not Afraid als Additional-Producer. Die Bonus-Songs wurden von Dr. Dre (Ridaz) und Just Blaze (Session One) produziert.
Sechs Titel des Albums enthalten Samples von Liedern anderer Künstler. So enthält Cold Wind Blows Elemente von Patriotic Song von The Gringo. On Fire sampelt Peace And Love von Mandrill, während Going Through Changes im Refrain ein Sample von Changes von Black Sabbath enthält. Außerdem wird bei No Love der Song What Is Love von Haddaway gesampelt. You’re Never Over enthält Elemente von Cry Little Sister von Gerard McMahon und in Untitled wird You Don’t Own Me von Lesley Gore gesampelt.

## Covergestaltung
Das Album erschien mit einem Wendecover aus zwei verschiedenen Motiven. Die erste Illustration zeigt eine Landstraße, auf der Eminem im linken Teil des Bildes, dem Betrachter den Rücken zugewandt, entlangläuft. Am rechten oberen Bildrand befindet sich der weiße Schriftzug Recovery, wobei das O als weißes Kreuz auf rotem Grund und das zweite E seitenverkehrt dargestellt werden. Das alternative Cover zeigt Eminem in einem Raum mit Glaswänden, ein Buch auf einem Sofa vor einem Bildschirm lesend. Im Hintergrund sieht man den Himmel und Hochhäuser. Der Titel steht ebenfalls am oberen rechten Bildrand.

## Gastbeiträge
Auf den 17 Liedern des Albums tritt mit Lil Wayne bei No Love der einzige Rapper neben Eminem in Erscheinung. Der eher unbekannte R'n'B-Sänger Kobe ist auf dem Song Talkin' 2 Myself zu hören. Die Künstlerin Pink singt den Refrain des Tracks Won’t Back Down, während die Sängerin Rihanna auf Love the Way You Lie einen Gastbeitrag hat. Die weiteren Künstler, die in verschiedenen Tracks zu hören sind, werden nur im Booklet namentlich genannt. So arbeitete Eminem mit der The New Royales-Sängerin Liz Rodrigues zusammen, die in den Songs 25 to Life und Almost Famous die Refrains singt und an Won’t Back Down mitschrieb. Im Song Space Bound singt Steve McEwan den Refrain, in Seduction übernimmt dies Sly Jordan. Auf dem Bonus-Track Session One ist die Rap-Crew Slaughterhouse zu hören.

## Titelliste
| #  | Titel                   | Gastbeiträge  | Produzent                 | Länge |
| -- | ----------------------- | ------------- | ------------------------- | ----- |
| 1  | Cold Wind Blows         |               | Just Blaze                | 5:04  |
| 2  | Talkin’ 2 Myself        | Kobe          | DJ Khalil                 | 5:01  |
| 3  | On Fire                 |               | Denaun Porter             | 3:34  |
| 4  | Won’t Back Down         | Pink          | DJ Khalil                 | 4:26  |
| 5  | W.T.P.                  |               | Supa Dups und JG (Co)     | 3:58  |
| 6  | Going Through Changes   |               | Emile                     | 4:59  |
| 7  | Not Afraid              |               | Boi-1da                   | 4:08  |
| 8  | Seduction               | Sly Jordan    | Boi-1da                   | 4:36  |
| 9  | No Love                 | Lil Wayne     | Just Blaze                | 5:00  |
| 10 | Space Bound             | Steve McEwan  | Jim Jonsin                | 4:39  |
| 11 | Cinderella Man          |               | Script Shepherd           | 4:39  |
| 12 | 25 to Life              | Liz Rodrigues | DJ Khalil                 | 4:02  |
| 13 | So Bad                  |               | Dr. Dre und Nick Brongers | 5:25  |
| 14 | Almost Famous           | Liz Rodrigues | DJ Khalil                 | 4:53  |
| 15 | Love the Way You Lie    | Rihanna       | Alex da Kid               | 4:23  |
| 16 | You’re Never Over       |               | Just Blaze                | 5:06  |
| 17 | Untitled (Hidden Track) |               | Havoc und Magnedo7 (Co)   | 3:15  |

Zusätzliche Bonus-Songs zum Download:
| # | Titel       | Gastbeiträge   | Produzent  | Länge |
| - | ----------- | -------------- | ---------- | ----- |
| 1 | Ridaz       |                | Dr. Dre    | 5:00  |
| 2 | Session One | Slaughterhouse | Just Blaze | 4:28  |

## Einzelne Lieder
Not Afraid
In diesem Lied berichtet Eminem über die Schwierigkeiten der vergangenen Jahre und wie er seine Drogenabhängigkeit überwunden hat.
No Love
Der Track kann als eine Abrechnung von Eminem und Lil Wayne mit Kritikern, Verrätern und Personen, die sie enttäuscht haben, gesehen werden.
Space Bound
Das Stück handelt von enttäuschter Liebe, die im Selbstmord endet.
Cinderella Man
Bei diesem Lied benutzt Eminem überwiegend Wortspiele, Vergleiche und Metaphern, um sein Comeback nach der Karrierepause zu beschreiben.
Love the Way You Lie
Der Song ist eine Kollaboration mit der Sängerin Rihanna, bei der eine Hassliebe zwischen einem Paar thematisiert wird.

## Rezeption

### Kritiken
Die Kritiken zu Recovery fielen überwiegend positiv aus. Die Seite Metacritic errechnete aus 28 Kritiken englischsprachiger Medien einen Schnitt von 63 %.
Bei laut.de erhielt das Album vier von möglichen fünf Punkten. Eminems raptechnische Topform wird hervorgehoben, während man die Poplastigkeit der Platte etwas kritisiert:

„Mit ‚Recovery‘ verlangt Eminem seinem Publikum jedoch allerhand ab. Braucht die Rap-Öffentlichkeit einen Gastauftritt von Pink? […] Immerhin stört die Pink’sche Beteiligung nicht weiter, während ich mich angesichts Rihannas saftloser Jodelei in ‚Love The Way You Lie‘ wieder einmal frage, was die Musikwelt an diesem Püppchen so unwiderstehlich findet. […] Das größte Durchhaltevermögen fordern aber die Refrains: Mehr gesungen wurde nie, größeres Schmachtfetzenpotenzial fand sich bei Eminem selten. […] Rap-technisch präsentiert sich Eminem mit ‚Recovery‘ nicht nur absolut auf der Höhe der Zeit, sondern auch in persönlicher Topform. […] Eminem flowt, in unverwechselbar angepisstem Tonfall, über solche Wortschachteleien, dass es eine wahre Freude ist. […] Wohin Eminems Weg auch führen mag, mit ‚Recovery‘ geht es auf jeden Fall wieder steil bergauf.“

Die Internetseite Rap.de bescheinigt Eminem vor allem Mut zu Veränderungen gegenüber seinen Vorgängeralben, der sich gelohnt hat und vergab vier von fünf Sternen:

„Das typische Format des Eminem-Albums existiert bei „Recovery“ gar nicht mehr. Was der Künstler hier versucht, ist ein sowohl äußerlich formaler als auch inhaltlich musikalischer Umbruch und – es funktioniert. […] Wäre ein weiteres Album mit tonnenschweren Dr. Dre-Beats, immer wieder aufgewärmten Geschichten über Mutter und Exfrau, dem X-ten Steve Berman- und Ken Kaniff Skit die Lösung gewesen? Nein, und so bietet bereits die erste Single „Not Afraid“ eine willkommene Abwechslung. […] Die klassischen Eminem- oder Slim Shady-Momente sind auf „Recovery“ wirklich sehr selten, ja fast gar nicht mehr vorhanden, […] die tiefergehenden Stücke überwiegen deutlich, was auch vollkommen okay ist, da hier sowieso die eigentlichen Qualitäten der Platte liegen. […] [Die Liebe zum Rap], und das ist ein Punkt der alle Alben des Detroiters eint, strahlt aus jeder Pore von „Recovery“, nur strahlt sie eben dieses Mal in einer etwas anderen Art und Weise, in einer erfrischend anderen, möchte man sagen.“

- Die Zeitschrift Rolling Stone wählte Recovery auf Platz 9 der besten Alben des Jahres 2010.[36]
- Florian Koch: Gereimt zurückfeuern. Statt Selbstmord und Drogen eine neue CD. In: Abendzeitung, 19./20. Juni 2010, S. 23.
- Jan Kedves: Schlimmer schimpfen. Der Rapper Eminem hat Susan Sontag gelesen. In: Süddeutsche Zeitung, 23. Juni 2010, S. 12.
- Die Seite Metacritic errechnete aus 28 englischen Kritiken einen Durchschnitt von 63 bei 100 möglichen Punkten.[37]

### Preise
Bei den Grammy Awards 2011 erhielt Recovery die Auszeichnung als bestes Rap-Album und war in der Hauptkategorie als bestes Album nominiert. Außerdem konnte Eminem mit dem Song Not Afraid den Preis für die beste Solodarbietung in der Kategorie Rap gewinnen.

## Kommerzieller Erfolg

### Chartplatzierungen und Singles

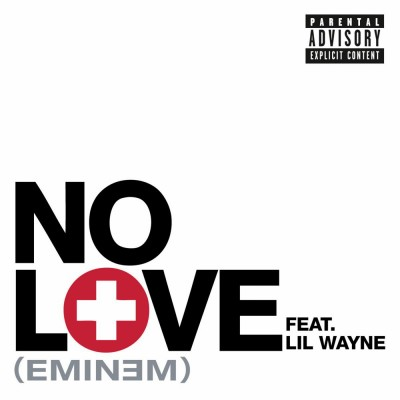
Cover der Single No Love

Recovery stieg in der 27. Kalenderwoche des Jahres 2010 auf Platz 2 der deutschen Albumcharts ein und hielt sich in den folgenden vier Wochen auf selbigem, bevor es auf Position 3 fiel. Insgesamt hielt sich der Tonträger 35 Wochen in den Top 100, davon zwölf Wochen in den Top 10. In vielen anderen Ländern erreichte Recovery die Spitze der Charts, darunter die USA, Großbritannien, Österreich, die Schweiz, Kanada, Dänemark, Griechenland, Irland, Australien und Neuseeland. Außer in Deutschland belegte das Album unter anderem in Frankreich, den Niederlanden, Belgien, Norwegen, Russland und Polen Rang 2. Am längsten hielt sich das Album mit 322 Wochen in den US-Charts, die allerdings 200 Plätze umfassen.
| ChartsChartplatzierungen       | Höchstplatzierung | Wochen |
| ------------------------------ | ----------------- | ------ |
| Deutschland (GfK)              | 2 (35 Wo.)        | 35     |
| Österreich (Ö3)                | 1 (34 Wo.)        | 34     |
| Schweiz (IFPI)                 | 1 (44 Wo.)        | 44     |
| Vereinigte Staaten (Billboard) | 1 (322 Wo.)       | 322    |
| Vereinigtes Königreich (OCC)   | 1 (62 Wo.)        | 62     |

| ChartsJahrescharts (2010)      | Platzierung |
| ------------------------------ | ----------- |
| Deutschland (GfK)              | 12          |
| Österreich (Ö3)                | 4           |
| Schweiz (IFPI)                 | 3           |
| Vereinigte Staaten (Billboard) | 2           |
| Vereinigtes Königreich (OCC)   | 9           |

| ChartsJahrescharts (2011)      | Platzierung |
| ------------------------------ | ----------- |
| Vereinigte Staaten (Billboard) | 13          |

Die erste Single Not Afraid feierte am 29. April 2010 Premiere auf Eminems eigenem Radiosender Shade 45, das dazugehörige Video wurde am 5. Juni 2010 veröffentlicht. Das Lied konnte Platz 1 der US-Charts erreichen, was Eminem zuvor schon mit den Songs Lose Yourself (2002) und Crack a Bottle (2009) gelungen war. Not Afraid ist erst der 16. Song, der jemals an der Spitze der US-Charts debütieren konnte und die zweite Rap-Single nach I’ll Be Missing You von P. Diddy, die auf dem ersten Platz einstieg. Ebenso war Not Afraid die am viertschnellsten heruntergeladene Single aller Zeiten, nachdem Eminem es mit Crack a Bottle bereits auf Platz 3 der digital verkauften Singles geschafft hatte. In den deutschen Singlecharts stieg der Song bis auf Platz 9, hielt sich 30 Wochen in den Top 100 und wurde für über 300.000 Verkäufe mit einer Platin-Schallplatte ausgezeichnet. Als zweite Single wurde Love the Way You Lie veröffentlicht, das als insgesamt dritter Eminem-Song bis auf die Spitzenposition der deutschen Charts stieg, sich 43 Wochen in den Top 100 halten konnte und ebenfalls für mehr als 300.000 verkaufte Einheiten in Deutschland Platin-Status erhielt, womit beide Songs zu den erfolgreichsten Singles des Rappers gehören. Im dazugehörigen Video sind neben Eminem und Rihanna auch Megan Fox und Dominic Monaghan, welche ein Liebespaar spielen, zu sehen. Die dritte Single No Love, deren Video am 30. September 2010 Premiere feierte, stieg auf Platz 17 in die deutschen Charts ein und war 13 Wochen in den Top 100 vertreten. Am 24. Juni 2011, gut ein Jahr nach Erscheinen von Recovery, wurde das Musikvideo zur letzten Single Space Bound, in dem die Pornodarstellerin Sasha Grey mitspielt, zum Download bei iTunes veröffentlicht. Das Lied konnte lediglich in die britischen Charts auf Rang 34 einsteigen und sich zwölf Wochen in den Top 100 halten. Obwohl die Stücke Won’t Back Down (US #62), Cold Wind Blows (US #71), Talkin’ 2 Myself (US #88) und 25 to Life (US #92) nicht als Singles veröffentlicht wurden, konnten sie sich in der Erscheinungswoche des Albums aufgrund der hohen Downloadzahlen in den US-Charts platzieren.

### Auszeichnungen für Musikverkäufe
Allein in den USA verkaufte sich Recovery in der ersten Woche nach Veröffentlichung etwa 741.000-mal. Die weltweiten Verkäufe belaufen sich auf über 20 Millionen Exemplare. Außerdem ist Recovery das erste Album, von dem allein in den USA über eine Million digitale Kopien verkauft wurden. In Deutschland erhielt das Album aufgrund von mehr als 300.000 verkauften Einheiten eine dreifache Goldene Schallplatte.
| Land/Region                  | Auszeichnungen für Musikverkäufe (Land/Region, Auszeichnung, Verkäufe) | Verkäufe    |
| ---------------------------- | ---------------------------------------------------------------------- | ----------- |
| Australien (ARIA)            | 5× Platin                                                              | 350.000     |
| Belgien (BRMA)               | Gold                                                                   | 15.000      |
| Dänemark (IFPI)              | 3× Platin                                                              | 60.000      |
| Deutschland (BVMI)           | 3× Gold                                                                | 300.000     |
| Europa (IFPI)                | Platin                                                                 | (1.000.000) |
| Frankreich (SNEP)            | Platin                                                                 | 100.000     |
| Golf-Kooperationsrat (IFPI)  | Gold                                                                   | 3.000       |
| Irland (IRMA)                | 3× Platin                                                              | 45.000      |
| Italien (FIMI)               | Platin                                                                 | 50.000      |
| Japan (RIAJ)                 | Gold                                                                   | 100.000     |
| Kanada (MC)                  | Platin                                                                 | 613.000     |
| Neuseeland (RMNZ)            | 4× Platin                                                              | 60.000      |
| Österreich (IFPI)            | 2× Platin                                                              | 40.000      |
| Polen (ZPAV)                 | 2× Platin                                                              | 40.000      |
| Russland (NFPF)              | Platin                                                                 | 20.000      |
| Schweden (IFPI)              | 2× Platin                                                              | 80.000      |
| Schweiz (IFPI)               | Platin                                                                 | 30.000      |
| Singapur (RIAS)              | Platin                                                                 | 10.000      |
| Vereinigte Staaten (RIAA)    | 8× Platin                                                              | 8.000.000   |
| Vereinigtes Königreich (BPI) | 4× Platin                                                              | 1.200.000   |
| Insgesamt                    | 4× Gold · 41× Platin ·                                                 | 11.116.000  |

Hauptartikel: Eminem/Auszeichnungen für Musikverkäufe